# Neoperla forcipata
Neoperla forcipata är en bäcksländeart som beskrevs av Yang, D. och J. Yang 1992. Neoperla forcipata ingår i släktet Neoperla och familjen jättebäcksländor. Inga underarter finns listade i Catalogue of Life.